# Dos Monos
Dos Monos（ドスモノス）は、中高の同級生である荘子it(ソウシット)、TaiTan(タイタン)、没 aka NGS(ボツ・エーケーエー・エヌジーエス)の3人からなるヒップホップトリオ。2015年結成。メンバーの荘子itが手掛けるフリー・ジャズやプログレッシブ・ロックなどをサンプリングした実験的なサウンドと熱量の高いライブパフォーマンスでヒップホップだけではなく様々なシーンから熱烈な支持を受ける。

## メンバー
荘子it（ソウシット）
トラックメイカー・MC担当。1993年8月24日生まれ。日本大学藝術学部卒業。音楽、映画、哲学などに関して学んだ内容をベースにDos Monosのトラックメイカーを務める。中学生の頃からエレクトリック・ギターを弾き始め、古いロックに始まり、マイルス・デイヴィスから派生したジャズ・ロックを好んだ。高校時代はプログレッシブ・ロックやアヴァンギャルドなフリー・ジャズに親しむようになり、フランク・ザッパを好んで聞いた。周囲が大学受験の準備をはじめてバンドを辞めていく中、Ableton Liveを使って一人で曲作りを続けた。大学では映画を専攻して映画監督を目指す傍ら、マッドリブやJ・ディラなどのヒップホップを聞いてビートメイキングを趣味とする。
名前の由来は、本名と音の響きが近い荘子の思想に、プラスアルファ（it/何か）を加えたいという思いから。精神分析学者フロイトの概念es(ドイツ語でitを表す)とも意味をかけている。また、発音に“So shit”や“So 嫉妬（shitto）”などのネガティブなイメージも付与している。
ハードコアな読書家で、小説のほかに哲学書や思想書、批評を好んで読むことに関して「少なくとも20世紀のポップなカルチャーを提供する人に明らかにインスピレーションを与えてきたものであって（中略）アイデアの源泉でもあるし、つまんないことをしないためのリテラシーだったりもするし、そういう意味でアーティストにも必要なものだと思っている」と述べている。
Dos Monosでの活動以外にも他アーティストのプロデュースや楽曲提供、コラボなども行っている。
TaiTan（タイタン）
MC担当。1993年10月12日生まれ。慶應義塾大学経済学部卒業。名前の由来は、敬愛する太田光が所属する事務所「タイタン」。活動当初はTAITAN MANを名乗っていた。また、本名と組み合わせてイイヅカタイタンとして活動することもある。
クリエイティブディレクターとして、¥0の雑誌『magazineii』やテレ東停波帯ジャック番組『蓋』などを手がけ、2022年にvolvoxを創業。2020年5月1日よりSpotify発のポッドキャスト番組『奇奇怪怪』やTBSラジオ『脳盗』では、MONO NO AWARE 玉置周啓とパーソナリティをつとめる。
没 aka NGS（ボツ エーケーエー エヌジーエス）
MC・DJ担当。中高校時代に所属していたバンドではドラムを担当し、銀杏BOYZなどのパンク・ロックをカバーしていた。アルバート・アイラーやセロニアス・モンクのような「普遍性があるけど少し狂ってる」ジャズアーティストを好む。2015～2016年には、ジャズミュージシャンのサン・ラへの興味からアメリカのカリフォルニア大学ロサンゼルス校へ留学。アフロフューチャリズムを学ぶ。現地ではHi-Hi-Whoopeeをきっかけに知ったJames Mathewらと交流し、ローファイビーツシーンへの見識を深めた。
遅刻癖がありよく髪に寝ぐせ（NEGUSE）をつけていたことからNGSを名乗っていたが、SIMI LABのMARIAに「寝糞（NEGUSO）」と間違えられたことをきっかけに”名前をボツにした”ため、以降は没と名乗っている。
他アーティストとのコラボも多数行っている。

## 来歴
メンバーは東京都の中高一貫校で知り合った。それぞれがバンドを組んでおり、荘子itはギター、TaiTanと没はドラムを担当していた。大学進学後、荘子itが趣味で制作していたビートを作品化するにあたってTaiTanと没に声をかけたところから、2015年にDos Monosを結成。当時3人はそれぞれロックやパンクなどのバンド経験はあったもののラップの経験はなく、TaiTanはヒップホップを聞いたことすらなかった。Dos Monosはスペイン語で「2匹の猿」を意味する。スペイン語圏カルチャーに関心を持っていた没が提案し、他の二人も語呂の良さを気に入って採用。その後荘子itが「猿2.0（進化した猿）」という意味も付加している。
没の留学などにより一時活動を休止していたが、2017年には初の海外ライブをソウルのHenz Clubで成功させ、その後はオーディション企画「出れんの!?サマソニ!?」で応募総数3600組を勝ち抜いてSUMMER SONICなどに出演。
2018年には、アメリカのレーベルDeathbomb Arcと契約、フランスの音楽フェス・La Magnifique Societyへ出演。
2019年3月、初の音源となる1stアルバム『Dos City』をLAのDEATHBOMB ARCと日本のbpm tokyoの共同リリースにて発表。6月6日に初の自主企画とリリースパーティを兼ねた「Theater D vol.1 "Welcome to Dos City"」をOMSB & Hi’Spec、角銅真実、YamieZimmerを招いて開催。同年8月には上海のフェス・SH△MPへの出演を果たす。9月にはイギリスのロックバンド black midiからの逆指名で代官山UNITで行われた初来日公演にサポートアクトで出演し、それをきっかけに12月にblack midiの楽曲「bmbmbm」のリミックスを手がけたことで世界にもその名を轟かせる。
2020年3月にはアメリカのフェスティバルSXSW出演を含む初のアメリカツアーが予定されていたが、コロナウイルスの影響により全日程中止。
2020年5月に編集者若林恵の提案のもと、台湾のIT担当大臣である唐鳳(オードリー・タン)との公式コラボレーション楽曲「Civil Rap Song ft. Audrey Tang」をリリースし、音楽家と政治家の異例のコラボとして大きな話題を呼んだ。
同年7月には、東京都渋谷にAbleton Liveの音源制作画面を大きく映し出した屋外広告を掲出。この画面を唯一のヒントとして、他の音楽家に謎解きのように未発表曲「The Rite of Spring Monkey」を自由に創作してもらうという企画で、新アルバム『Dos Siki』のリリースを告知した。
11月には渋谷の映画館WHITE CINE QUINTOとCINE QUINTOにて二週連続で『Dos Siki』の5.1chリマスター音源を映画館のシステムで聴くリスニング・パーティー「Theater D vol.2 ~Dos Siki Listening Party~」を開催。それぞれトークゲストに菊地成孔、The Anticipation Illicit Tsuboiを招いたトークショーも開催された。
2021年7月には2ndアルバム『Dos Siki』のリリース1周年を記念し、収録曲を様々なアーティストと共に新しい楽曲へとリメイクした初のリミックス・アルバム『Dos Siki 2nd Season』を発表。兼ねてから交流のあったSMTKや崎山蒼志などを筆頭に、菊地成孔と大谷能生によるヒップホップ・クルー・JAZZDOMMUNISTERSや、謎の覆面ラッパー・Qiezi Maboなどに加えて、イギリスからblack midi、そしてUSアリゾナのHIP HOPグループ・Injury Reserve等が参加した。
同年9月、テレビ東京の低波帯に放映された映像作品「蓋」の中で新曲を次々に発表。作品の内容は町中の監視カメラをリアルタイムでザッピングしているかのような映像から東京都渋谷の地下に広がるもう一つの世界を垣間見るというもので、ネット上にアップされていたブログ・動画・報告資料風のドキュメントなどが世界観を補完する複合的なモキュメンタリ―作品として注目を集めた。そして最終回直前の9月13日に恵比寿LIQUIDROOMにて開催された自主企画「Theater D vol.3」にてそれらの新曲を収録した3rdアルバム『Larderello』のリリースを発表した。
2022年4月には石若駿、細井徳太郎、マーティ・ホロベック、松丸契によるバンド・SMTKと初のツーマン・ツアー「春猿巡礼2022」を巡り、共にFUJI ROCK FESTIVAL 2022にも出演。
同年7月、作家の筒井康隆とのコラボレーション・アルバム『だんでぃどん feat. 筒井康隆』をリリースすることを発表。YouTube上に「Dos Monos - だんでぃどん feat. 筒井康隆 (冒頭5分)」を先行公開し、自身のWEBサイト・STORE DにてCD盤の受注生産受付を開始(現在はSOLD OUT中)。8月発売の文學界9月号では「筒井康隆×Dos Monos「だんでぃどん」ができるまで／荘子it インタビュー」と称した特集記事を掲載。9月1日には渋谷Contact Tokyoにて「Dos Monos 『だんでぃどん feat. 筒井康隆』 Listening Party」を開催し、イベント中のMCにて荘子itからアルバムから唯一の配信楽曲『DOG EATS GOD feat. 筒井康隆』が翌日リリースされることが発表された。
2022年10月から11月にかけてUKのロックバンド・Black MIDIとのヨーロッパ・ツアーを敢行。途中オランダにて単独で音楽フェス「Le Guess Who?」に出演した。2023年2月2日、シークレット・パーティー「繧ｷ繧｢繧ｿ繝ｼD 3.5」を都内某所で開催。
2023年4月、2023年夏をもって第1期としての活動終了を発表。1stアルバム『Dos City』のデラックスバージョン『Dos City（Deluxe）』と、初のライブアルバム『Don't Make Any Noise』を第1期最後の作品と位置付け、この2作品のリリースを架け橋として、1stアルバム発売から5周年となる2024年3月にDos Monos第2期を始動すると宣言した。
2024年3月、「ヒップホップクルーを経て、ロックバンドになる」と第2期始動を宣言。5月には3年ぶりのフルアルバム『Dos Atomos』を配信とアナログ盤でリリースした。『Dos Atomos』には大友良英がターンテーブリストとして参加した先行配信曲「QUE GI」をはじめ、2022年のヨーロッパツアー中から制作され、バンドとして新機軸を打ち出すきっかけとなった「MOUNTAIN D」、林田球のマンガ『大ダーク』とのコラボから誕生した「HI NO TORI」、Dos MonosがリスペクトするバンドBattlesやBOREDOMSへのオマージュを感じる「BON」など、バラエティに富んだ11曲が収録されている。

## ディスコグラフィ

### アルバム
|               | リリース日    | タイトル                    | 収録曲 | レーベル                              |
| ------------- | ------------- | --------------------------- | --- | ------------------------------------- |
| 1st           | 2019年3月20日 | Dos City                    | 1. ドストロ 2. 劇場D 3. in 20XX 4. Clean Ya Nerves 5. ドス大名 6. バッカス 7. マフィン 8. ドスゲーム 9. EPH 10. アガルタ 11. スキゾインディアン 12. 生前退位 13. ドスシティ                                     | bpm tokyo / DEATHBOMB ARC             |
| 2nd           | 2020年7月24日 | Dos Siki                    | 1. The Rite of Spring Monkey 2. Aquarius (feat. Injury Reserve) 3. Estrus 4. Mammoth vs. Dos Monos | +809 / ワーナーミュージック・ジャパン |
| 2nd Remix     | 2021年7月23日 | Dos Siki 2nd Season         | 1. A Spring Monkey Song/春の猿の歌(ft.崎山蒼志、SMTK、小田朋美) 2. Sagittarius(ft.Qiezi Mabo) 3. Estrus(ft. black midi) 4. ラ・コスミ コミケ (宇宙的人種)/Ra Cosmicomiche(Race For Space)(ft. JAZZDOMMUNISTERS) | +809 / ワーナーミュージック・ジャパン |
| 3rd           | 2021年9月14日 | Larderello                  | 1. 暗渠 2. medieval 3. OCCUPEID! 4. Y 5. 地下熱 6. (skit) 7. 21世紀ノスタルジア | +809 / ワーナーミュージック・ジャパン |
| Collabo Album | 2022年9月     | だんでぃどん feat. 筒井康隆 | 1. だんでぃどん feat. 筒井康隆 | Dos Monos                             |
| EP            | 2023年9月13日 | DMAN [excerpt]              | 1. Medieval† 2. Clean ya Nerves (the horn jumps off) 3. Estrus² 4. Y… last warning 5. 21st Century Nostalgia (grand finale with our big band)                                                                   | Dos Monos                             |
| 4th           | 2024年5月31日 | Dos Atomos                  | 1. HAROU 2. MOUNTAIN D 3. HI NO TORI 4. BON 5. QUE GI (ft.大友良英) 6. DATTO 7. UNDO 8. KIDS 9. COJO 10. ATOM 11. INU                                                                                           | Dos Monos / DEATHBOMB ARC             |

### シングル・EP
|  | リリース日     | タイトル                                     | レーベル                            |
|  | -------------- | -------------------------------------------- | ----------------------------------- |
|  | 2018年12月7日  | Clean Ya Nerves                              | Dos Monos/bpm tokyo                 |
|  | 2019年3月1日   | in 20XX                                      | Dos Monos/bpm tokyo                 |
|  | 2019年10月27日 | Dos City Meltdown                            | SHIBUYAMELTDOWN                     |
|  | 2019年12月24日 | bmbmbm(Dos Monos Remix)                      | black midi                          |
|  | 2020年3月13日  | Rojo                                         | +809/ワーナーミュージック・ジャパン |
|  | 2020年6月5日   | Fable Now                                    | +809/ワーナーミュージック・ジャパン |
|  | 2020年9月23日  | Remixed Remixes of The Rite of Spring Monkey | +809/ワーナーミュージック・ジャパン |
|  | 2021年9月8日   | medieval                                     | +809/ワーナーミュージック・ジャパン |
|  | 2021年9月10日  | 暗渠                                         | +809/ワーナーミュージック・ジャパン |
|  | 2021年9月12日  | OCCUPIED!                                    | +809/ワーナーミュージック・ジャパン |
|  | 2021年12月3日  | 王墓                                         | +809/ワーナーミュージック・ジャパン |
|  | 2022年9月2日   | DOG EATS GOD feat. 筒井康隆                  | +809/ワーナーミュージック・ジャパン |
|  | 2023年9月13日  | DMAN [excerpt]                               | Dos Monos                           |
|  | 2024年4月19日  | QUE GI                                       | Dos Monos                           |

## 参加作品
| リリース日 | アーティスト - 楽曲名                                                                         | 監督                         |
| ---------- | --------------------------------------------------------------------------------------------- | ---------------------------- |
| 2020/01/10 | 「ガウディーズ - アンインストール feat. 荘子it (Dos Monos)」                                  | 加藤貴文                     |
| 2020/01/29 | 「雨のパレード - 惑星STRaNdING (ft.Dos Monos)」                                               | Nao Watanabe / shun murakami |
| 2020/05/20 | 「SMTK - Otoshi Ana feat.荘子it (from Dos Monos)」                                            | カネコタカナオ               |
| 2020/09/11 | 「South Penguin - air feat.荘子it (from Dos Monos) 」                                         | Keifrusciante                |
| 2021/02/19 | 「谷王 a.k.a 大谷能生, 没 a.k.a NGS, 荘子it, 田島ハルコ, 大島輝之, 小山和朗, 秋元修 - 動物Z」 | 副島正紀                     |
| 2021/07/07 | 「Zoomgals - 陰毛論 (Immoron) feat.Dos Monos」                                                | 田島ハルコ                   |
| 2021/07/14 | 「SMTK - Headhunters （feat. Dos Monos）」                                                    | 冨永昌敬                     |
| 2021/09/07 | 「Ralph - FACE (feat. 荘子it)」                                                               |                              |

## ミュージック・ビデオ
| 公開日     | 楽曲名                                       | 監督             |
| ---------- | -------------------------------------------- | ---------------- |
| 2018/05/26 | 「in 20XX」                                  | Nao Watanabe     |
| 2018/12/07 | 「Clean Ya Nerves」                          | 冨永昌敬         |
| 2019/03/20 | 「アガルタ」                                 | 三宅唱           |
| 2020/03/20 | 「Dos City Meltdown」                        | Thibault Tresca  |
| 2019/12/13 | 「スキゾインディアン」                       | FELT Zine        |
| 2020/05/26 | 「Civil Rap Song ft. Audrey Tang 唐鳳」      | Yuma Kishi       |
| 2021/09/12 | 「medieval」                                 | Takahito Matsuno |
| 2021/09/25 | 「OCCUPIED!」                                | Takahito Matsuno |
| 2021/09/28 | 「21世紀ノスタルジア」                       | Takahito Matsuno |
| 2021/12/10 | 「王墓」                                     | Takahito Matsuno |
| 2022/07/29 | だんでぃどん feat. 筒井康隆 (冒頭5分)        |                  |
| 2023/04/28 | Theater D (Encore) [𝖔𝖋𝖋𝖎𝖈𝖎𝖆𝖑 𝖛𝖎𝖘𝖚𝖆𝖑𝖎𝖟𝖊𝖗]     |                  |
| 2024/04/19 | QUE GI feat. 大友良英 (Official Lyric Video) | 没 aka NGS       |
| 2024/06/03 | MOUNTAIN D                                   | Pennacky         |
| 2024/07/26 | HI NO TORI (Official Lyric Video)            | 没 aka NGS       |

## 出演

### 番組
- HIP HOP DNA PANEL vol.39 Dos Monos  (2019年）
- Black File | SPACE SHOWER TV「オタク IN THA HOOD」（2019年）

### ラジオ
- TOKYO BUG STORY」